# والاسووا
والاسووا (به لاتین: Walaswewa) یک منطقهٔ مسکونی در سری‌لانکا است که در استان مرکزی (سری‌لانکا) واقع شده‌است.